# Nicotiana tomentosiformis
Nicotiana tomentosiformis är en potatisväxtart som beskrevs av Goodspeed. Nicotiana tomentosiformis ingår i släktet tobak, och familjen potatisväxter. Inga underarter finns listade i Catalogue of Life.